# Jurginskij rajon (Oblast' di Tjumen')
Lo Jurginskij rajon (in russo Юргинский район?) è un rajon dell'Oblast' di Tjumen', nella Russia asiatica; il capoluogo è Jurginskoe. Istituito nel 1923, ricopre una superficie di 4409 chilometri quadrati ed ospita una popolazione di circa 12.000 abitanti.